# Зарічне (Шемонаїхинський район)
Зарі́чне (каз. Заречное) — село у складі Шемонаїхинського району Східноказахстанської області Казахстану. Входить до складу Усть-Таловської селищної адміністрації.
Населення — 34 особи (2021; 87 у 2009, 345 у 1999, 267 у 1989).
Національний склад станом на 1989 рік:
- росіяни — 77 %